# Aşağıyeniköy, Akıncılar
Aşağıyeniköy là một xã thuộc huyện Akıncılar, tỉnh Sivas, Thổ Nhĩ Kỳ. Dân số thời điểm năm 2011 là 52 người.